# Kajaani (Verwaltungsgemeinschaft)

Lage der Verwaltungsgemeinschaft Kajaani in Finnland

Die Verwaltungsgemeinschaft Kajaani (finnisch Kajaanin seutukunta) ist eine von zwei Verwaltungsgemeinschaften (seutukunta) in der finnischen Landschaft Kainuu. Zu ihr gehört der südwestliche Teil von Kainuu. Sie umfasst eine Fläche von 9.017,61 km² mit 58.095 Einwohnern.
Zur Verwaltungsgemeinschaft Kajaani gehören folgende fünf Städte und Gemeinden:
- Kajaani
- Paltamo
- Ristijärvi
- Sotkamo
- Vaala